# Cantate lodi a Geova
I cantici dei Testimoni di Geova sono gli inni cantati dai Testimoni di Geova alle loro adunanze di congregazione. Sin dal 1879, la Società Torre di Guardia ha pubblicato centinaia di cantici e canzoni.
Nel 1966, con l'uscita del libretto dei cantici Cantate e accompagnatevi con musica nei vostri cuori, furono iniziate a essere usate solo musiche originali composte da Testimoni. Le musiche presenti in quel libretto sono state poi modificate, revisionate e riadattate nei libretti successivi (nel 1984, 2009 e 2016). L'attuale libretto dei cantici, Cantate a Geova con gioia, è disponibile interamente o in parte in 508 lingue, incluse 73 lingue dei segni.
Uno dei cantici storici dei Testimoni di Geova, è il numero 61 dell'attuale libretto dei cantici: Cantiamo a Geova con gioia; dal titolo: Testimoni, avanti! (titolo originale: Forward, You Witnesses!). Fu composto nel 1942 nel Campo di concentramento di Sachsenhausen dal Testimone di Geova detenuto, Erich Frost. Da allora è stato riproposto in tutte le edizioni dei libretti di cantici dei Testimoni, fino ai nostri giorni. Il cantico incita a restare saldi, fermi e a procedere in "avanti", nonostante l'ostilità di Satana, perché sarà Geova a rafforzare il perseguitato.

## Uso nell'adorazione
Tipicamente, i Testimoni di Geova cantano tre cantici alle loro adunanze di congregazione. L'intera congregazione canta, accompagnata da una base orchestrale registrata (in passato al pianoforte), disponibile sul sito jw.org. Le adunanze iniziano e finiscono con un cantico e una preghiera e un ulteriore cantico viene cantato a metà di esse. I cantici sono scelti in base al tema del programma dell'adunanza. Nelle adunanze del fine settimana, il primo cantico è generalmente scelto dall'oratore che tiene il discorso. I cantici sono utilizzati anche nelle assemblee di circoscrizione, nei congressi di zona, nelle adunanze speciali e nella commemorazione della morte di Gesù Cristo.

## Libretti dei cantici

### Dall'inizio aCantici alla lode di Geova
Nella seconda metà del 19º secolo, gli Studenti Biblici (il precedente nome con cui erano conosciuti i Testimoni di Geova) utilizzavano canzoni e melodie famose nelle loro adunanze. La prefazione di Songs of the Bride (it. Cantici della Sposa) e di Poems and Hymns of Dawn (it. Poemi e Inni dell'Aurora) indicano che questi libretti includevano inni adattati da altri innari protestanti come Hymns of the Morning, Gospel Hymns, Jubilee Harp, Winnowed Hymns, Epworth Hymnal and Songs of Pilgrimage. Queste melodie spesso erano lavori di compositori famosi, incluso Ludwig van Beethoven e Joseph Haydn. I testi erano spessi adattati da opere di parolieri famosi come Philip P. Bliss, Horatius Bonar, Fanny Crosby, Philip Doddridge, Thomas Hastings, John Newton, Isaac Watts and Charles Wesley.
Nel 1877, Charles Taze Russell e Nelson H. Barbour annunciarono Songs of the Morning (it. Cantici del Mattino). Songs of the Bride, un'antologia di 144 cantici, fu pubblicata nel 1879. Nel 1890, Poems and Hymns of the Millennial Dawn, con 151 poemi e 333 cantici, venne pubblicato e diventò il libretto ufficiale degli Studenti Biblici fino al 1928.
Due edizioni rivisitate del libretto furono rilasciate nel 1902 e nel 1908. Nel 1905, i 333 cantici pubblicati nel 1890 insieme al rispettivo spartito venne rilasciato con il titolo di Hymns of the Millennial Dawn.. Questo libretto fu pubblicato in altre lingue (italiano escluso). Nel 1925, fu pubblicato Kingdom Hymns (it. Inni del Regno), con 80 cantici indirizzati ai giovani e ai bambini. Nel 1928 Songs of Praise to Jehovah fu rilasciato e includeva 337 cantici.
Con l'adozione del nome Testimoni di Geova nel 1931, venne pubblicato il Kingdom Service Song Book nel 1944, che includeva 62 cantici. Esso fu seguito da Songs to Jehovah's Praise che, con i suoi 91 cantici, è il primo libretto dei cantici a essere stato pubblicato anche in italiano con il titolo Cantici alla lode di Geova. Alcune delle musiche era ispirate da inni di altre chiese o da melodie classiche.

### Dal 1966 ai nostri giorni

#### Cantate e Accompagnatevi con musica nei vostri cuori
Cantate e Accompagnatevi con musica nei vostri cuori venne pubblicato nel 1966, con 199 cantici. Per la prima volta, le melodie identificate come non scritte da Testimoni di Geova furono rimosse, anche se alcune musiche di non-Testimoni furono incluse per errore.

#### Cantate lodi a Geova
Cantate lodi a Geova è il libretto contenente i 225 cantici che i Testimoni di Geova utilizzarono nelle loro adunanze dal 1984 al 2009.
Il libretto fu pubblicato in inglese nel 1984 e tradotto nello stesso anno in giapponese, nel 1985 in portoghese, nel 1986 in diverse altre lingue tra cui italiano, francese, tedesco e svedese.
Nel corso degli anni è stato reso disponibile in più di cento lingue.

#### Cantiamo a GeovaeCantiamo a Geova con gioia
Cantiamo a Geova fu pubblicato nel 2009.. Conteneva 135 cantici, inclusi 42 cantici inediti, e modifiche (per lo più semplificazioni) di melodie. Dal 5 Febbraio 2016 il libretto fu aggiornato con 19 nuovi cantici.
Il 1 ottobre 2016, una versione revisionata di Cantiamo a Geova fu pubblicata con il titolo Cantiamo a Geova con gioia. Questa revisione contiene 132 dei 135 cantici originali insieme ai 19 nuovi cantici. La maggioranza dei testi è stata riadattata per essere in linea con la revisione del 2017 della Traduzione del Nuovo Mondo delle Sacre Scritture.
Questi ultimi cantici sono disponibili in versione orchestrale per le adunanze, in versione cantata, in versione strumentale e in versione per i bambini. Al 6 agosto 2024, l'unico cantico a essere disponibile (in italiano) in tutte le versioni è il numero 2 Geova è il tuo nome.